# 皮氏捲管螺
皮氏捲管螺（学名：Daphnella pilsbryi）为捲管螺科月桂捲管螺屬下的一个种。